# Saimiri oerstedii oerstedii
Saimiri oerstedii oerstedii é uma subespécie de Saimiri oerstedii. Sua distribuição é restrita a costa oeste do Panamá, na porção oeste da província de Chiriquí e sul da Costa Rica, sul de Rio Grande de Terraba, incluindo a Península de Osa. É a subespécie do macaco-de-cheiro centro-americano encontrado no Parque Nacional Corcovado na Costa Rica. Sua localidade tipo é David, Panamá, mas sua distribuição provavelmente não se estende a leste nessas proporções.
S. o. oerstedii é laranja ou laranja-avermelhado com um capuz preto. Difere de Saimiri oerstedii citrinellus que ocorre no centro do litoral da Costa Rica e os membros são mais amarelados. Algumas autoridades também consideram o capuz dessa subespécie mais preto que de S. o. citrinellus, mas outros autores consideram esse caráter muito variável entre as subespécies.
Adultos têm entre 26,6 e 29,1 cm de comprimento, excluindo a cauda, e pesam entre 600 e 950 g.  A cauda é mais longa do qu o corpo, tendo entre 36,2 e 38,9 cm.
S. o. oerstedii é um dos poucos táxons de macacos-de-cheiro que são objeto de estudos de longo prazo. A primatologista Sue Boinski é a principal estudiosa desses macacos.
Essa subespécie tem sido listada como "em perigo", pela IUCN. É consistente com avaliações anteriores. Isso se deve à distribuição restrita a uma área de 4000 km² e à perda de habitat. Um projeto de reflorestamento dentro do Panamá tenta preserva as populações da província de Chiriquí.